# 九龍巴士235線
九龍巴士235線是香港新界的一條循環巴士路線，來往安蔭及荃灣，途經石蔭東邨及港鐵大窩口站，於荃灣市中心內依次途經青山公路－荃灣段（千色店）、大涌道、沙咀道及國瑞路折返。

## 歷史
- 1994年4月8日：配合安蔭邨落成而投入服務。
- 1996年6月30日：往安蔭方向繞經大白田街（近石蔭東邨路段）。
- 1999年10月2日：往安蔭方向不再繞經石蔭巴士總站（今北葵涌街市）。
- 2005年7月1日：往荃灣方向改經大白田街、梨木道、童子街及石蔭路。
- 2014年2月8日：往安蔭方向改經國瑞路。
  - 此改道原目的為補償36線改為循環線後，荃灣市中心缺乏直達國瑞路的巴士服務（因36線需先繞經石圍角及象山邨前往梨木樹邨一帶後才折返國瑞路）；但是項改動被專綫小巴83A、86及86M線的營辦商荃灣86號專線小巴有限公司強烈反對，不滿運輸署未有充份諮詢下，單方面決定實施改動；此路線的新走線與小巴幾乎重疊，直接威脅其生存空間，並擬計劃罷駛。葵青區議員尹兆堅表示，區內居民同樣反對巴士路線改動，令行車時間延長，質疑改動背後原因，只為遷就長實的新樓盤「昇柏山」。[1]
- 2014年12月18日：增設到站時間預報。[2]

## 服務時間及班次
| 安蔭開           | 安蔭開      | 安蔭開       |
| 日期             | 服務時間    | 班次（分鐘） |
| ---------------- | ----------- | ------------ |
| 星期一至五       | 05:40-06:50 | 10           |
| 星期一至五       | 06:50-07:46 | 8            |
| 星期一至五       | 07:46-09:16 | 10           |
| 星期一至五       | 09:16-11:50 | 11           |
| 星期一至五       | 11:50-12:50 | 10           |
| 星期一至五       | 12:50-17:25 | 11           |
| 星期一至五       | 17:25-18:55 | 10           |
| 星期一至五       | 18:55-20:55 | 12           |
| 星期一至五       | 20:55-21:55 | 15           |
| 星期一至五       | 21:55-00:15 | 20           |
| 星期六           | 05:40-06:40 | 12           |
| 星期六           | 06:40-09:00 | 10           |
| 星期六           | 09:00-13:35 | 11           |
| 星期六           | 13:35-14:35 | 10           |
| 星期六           | 14:35-16:03 | 11           |
| 星期六           | 16:03-17:53 | 10           |
| 星期六           | 17:53-20:27 | 11           |
| 星期六           | 20:27-00:15 | 12           |
| 星期日及公眾假期 | 05:40-07:40 | 15           |
| 星期日及公眾假期 | 07:40-08:40 | 12           |
| 星期日及公眾假期 | 08:40-12:20 | 11           |
| 星期日及公眾假期 | 12:20-18:10 | 10           |
| 星期日及公眾假期 | 18:10-22:10 | 12           |
| 星期日及公眾假期 | 22:10-23:55 | 15           |
| 星期日及公眾假期 | 00:15       |              |

## 收費
全程：$4.8
- 梨木道街安蔭：$4.5
- 北葵涌街市往安蔭：$3.7

| - 本線設有12歲以下小童及65歲或以上長者半價優惠。 - 65歲或以上香港居民使用「樂悠咭」，以及12歲以下合資格殘疾兒童使用「殘疾人士身份」個人八達通繳付車資，均可享有每程$2.0或半價（以較低者為準）的票價優惠；12至64歲合資格殘疾人士使用「殘疾人士身份」個人八達通（包括「樂悠咭」），以及60至64歲香港居民使用「樂悠咭」繳付車資，均可享有每程$2.0或全費（以較低者為準）的票價優惠。 - 65歲或以上長者如使用長者或一般個人八達通繳付車資，則只可享有半價優惠；12至64歲合資格殘疾人士如不使用「殘疾人士身份」個人八達通，以及60至64歲人士如不使用「樂悠咭」繳付車資，必須繳付全費。 - 乘客可以現金或八達通於上車時付款，不設找續。 - 每位成人乘客可免費攜帶最多兩名4歲以下而不佔座位的兒童乘客乘車，超額之4歲以下小童必須繳付小童車費乘車。 - 持有「九巴月票」之乘客在車票有效期內，每日可享最多10程任何九龍巴士及龍運巴士路線（包括本路線，以及聯營路線的九龍巴士／龍運巴士提供的班次；惟乘搭機場「A」及「NA」線則可享原價二七折優惠（不會計算每天10次合資格車程））；而B1線則每日可享最多各2程（不會計算每天10次合資格車程）。 - 九龍巴士、城巴、龍運巴士及陽光巴士全職員工及家屬（不包括外判職員）可免費乘搭本路線，惟必須拍職員或職員家屬八達通。 - 乘客亦可透過多元化電子支付系統（e度嘟）繳付車資，包括使用非接觸式VISA卡、JCB卡、萬事達卡、銀聯卡、美國運通、大來國際、Discover Card、Apple Pay、Google Pay、Samsung Pay、AlipayHK「易乘碼」、支付寶、WeChatHK／微信支付「搭車碼」、銀聯雲閃付「乘車碼」及BOC Pay「乘車碼」。乘客使用此付款方式，使用此支付方式的乘客可享有中途下車之分段收費，以及與其他九巴／龍運獨營路線或聯營線九巴／龍運班次之轉乘優惠，惟不適用於與非九巴／龍運路線之轉乘優惠，亦不能享有「公共交通費用補貼計劃」及「長者及合資格殘疾人士公共交通票價優惠計劃」。 |

## 使用車輛
初時本線用車為8輛1995年丹尼士巨龍11米空調巴士。2008年以後，基於本線路程較短，而且不須行走快速公路，因此不斷換入或更換已有17年車齡的1991年巨龍巴士，直至該批巨龍退役。
本路線開辦15年來均使用高地台空調巴士，直至2009年12月20日起續換入3輛12米低地台巴士行走，2010年9月1日起再引入3部，2012年5月27日更將當時剩下的2輛高地台空調巴士（富豪奧林比安）更換成2輛富豪超級奧林比安低地台巴士。
現時本線使用6輛富豪B9TL12米（AVBE）及2輛斯堪尼亞K310UD 12米（ASU）雙層空調巴士，均屬青衣車廠。
| 車隊編號 | 車牌   |
| -------- | ------ |
| AVBE67   | NE714  |
| AVBE57   | NA4013 |
| AVBE68   | NE773  |
| AVBE66   | NC6475 |
| AVBE78   | NG1295 |
| AVBE77   | NG1104 |
| ASU7     | PC3026 |
| ASU11    | PC3851 |

## 行車路線

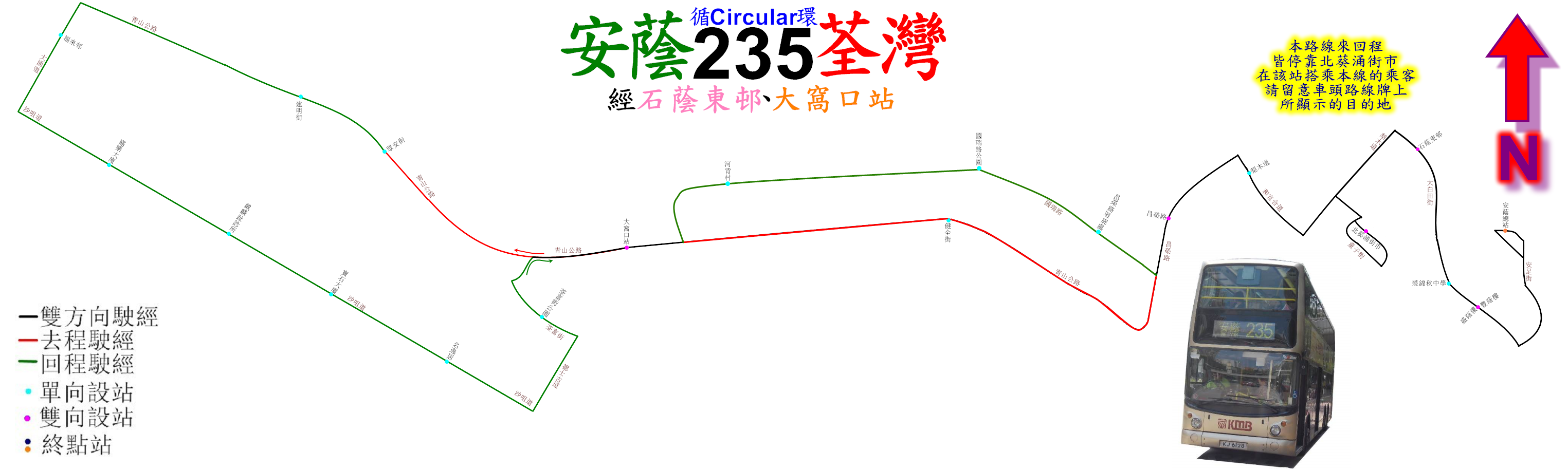
此線的走線圖

經：安足街、石排街、大白田街、梨木道、童子街、石蔭路、石蔭巴士總站、石蔭路、童子街、梨木道、和宜合道、昌榮路、昌榮路迴旋處、青山公路（葵涌段、荃灣段）、大涌道、沙咀道、德士古道、荃富街、關門口街、青山公路—葵涌段、國瑞路、昌榮路迴旋處、昌榮路、和宜合道、梨木道、童子街、石蔭路、石蔭巴士總站、石蔭路、童子街、梨木道、大白田街、石排街及安足街。

### 沿線車站
| 安蔭開 | 安蔭開         | 安蔭開           |
| 序號   | 車站名稱       | 位置             |
| ------ | -------------- | ---------------- |
| 1      | 安蔭巴士總站   | 安蔭巴士總站     |
| 2      | 石排街石歡樓   | 石排街           |
| 3      | 裘錦秋中學     | 大白田街         |
| 4      | 石蔭東邨       | 大白田街         |
| 5      | 北葵涌街市     | 石蔭路           |
| 6      | 昌榮路         | 昌榮路           |
| 7      | 健全街         | 青山公路－葵涌段 |
| 8      | 大窩口站       | 青山公路－葵涌段 |
| 9      | 眾安街         | 青山公路－荃灣段 |
| 10     | 建明街         | 青山公路－荃灣段 |
| 11     | 大涌道福來邨   | 大涌道           |
| 12     | 滿樂大廈       | 沙咀道           |
| 13     | 戴麟趾夫人診所 | 沙咀道           |
| 14     | 寶石大廈       | 沙咀道           |
| 15     | 名逸居         | 沙咀道           |
| 16     | 荃富街公園     | 荃富街           |
| 17     | 大窩口站       | 青山公路－葵涌段 |
| 18     | 國瑞路河背村   | 國瑞路           |
| 19     | 國瑞路公園     | 國瑞路           |
| 20     | 昌榮路迴旋處   | 國瑞路           |
| 21     | 昌榮路         | 昌榮路           |
| 22     | 梨木道         | 和宜合道         |
| 23     | 北葵涌街市     | 石蔭路           |
| 24     | 石蔭東邨       | 大白田街         |
| 25     | 安蔭邨豐蔭樓   | 石排街           |
| 26     | 安蔭巴士總站   | 安蔭巴士總站     |

## 外部連結
- 九巴235線－九龍巴士 （页面存档备份，存于）